# Euonymus theacolus
Euonymus theacolus là một loài thực vật có hoa trong họ Dây gối. Loài này được C.Y.Cheng ex T.L.Xu & Q.H.Chen. mô tả khoa học đầu tiên năm 1994.